# 99942 Apófis
Apófis (nome astronômico 99942 Apófis, designação provisória: 2004 MN4) é um asteroide com 370 metros de diâmetro, que causou um breve período de preocupação em dezembro de 2004 porque as observações iniciais indicavam uma probabilidade pequena (até 2,7%) de que ele poderia atingir a Terra em 2029. Observações adicionais melhoraram as predições e eliminaram a possibilidade de um impacto na Terra ou na Lua em 2029. Entretanto, uma possibilidade ainda existe de que na passagem de 2029 o Apófis venha a passar por uma fenda de ressonância gravitacional, uma região precisa não maior que 600 metros, causaria um impacto direto em 13 de abril de 2036. Esta possibilidade manteve o asteroide no Nível 1 da escala de perigo de impacto de Turim até agosto de 2006. Ele quebrou o recorde de maior nível na escala de Turim, estando, por um espaço curto de tempo, no nível 4, antes de ser rebaixado.
Observações adicionais mais recentes da trajetória do Apófis revelaram que a fenda provavelmente não será atingida, assim, em agosto de 2006 o Apófis foi rebaixado para nível 0 na escala de Turim. Até 16 de abril de 2008, a probabilidade de impacto em 13 de abril de 2036 era calculada como sendo de 1 em 45.000. Uma data de impacto adicional em 2037 também foi identificada. A probabilidade para este encontro foi calculada como sendo 1 em 12,3 milhões.
Muitos cientistas concordam que o Apófis merece ser vigiado de perto e, para isto, em fevereiro de 2008 a Planetary Society deu um prêmio de US$50.000 para companhias e estudantes que apresentassem projetos para sondas espaciais que colocariam um dispositivo de rastreamento sobre ou próximo do asteroide.

## Dados básicos
Baseado no brilho observado, o tamanho do Apófis foi estimado como de 450 metros; uma estimativa mais refinada baseada nas observações espetroscópicas do Telescópio Infravermelho da NASA no Havaí, nos EUA, feito por Binzel, Rivkin, Bus e Tokunaga (2005) é de 350 metros.
Em outubro de 2005, foi feita a predição que o asteroide iria passar um pouco abaixo da altitude dos satélites geossíncronos, que era 35.786 km. Uma passagem tão próxima por um asteroide deste tamanho acontece somente a cada 1.300 anos, mais ou menos. O brilho do Apófis terá um pico de magnitude 3,3, com uma velocidade angular máxima de 42° por hora. O diâmetro angular máximo aparente será de ~2 segundos de arco, de forma que estará no limite da resolução óptica de telescópios que não estejam equipados com óptica adaptativa.

### Nome

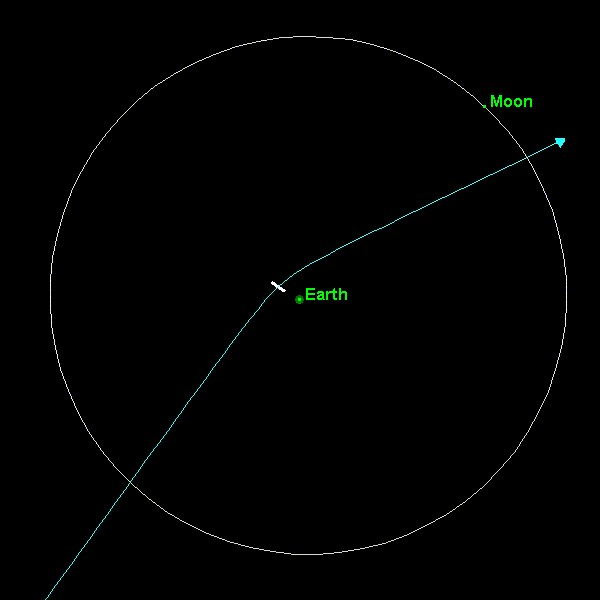
Passagem próxima do Apófis em 13 de abril de 2029

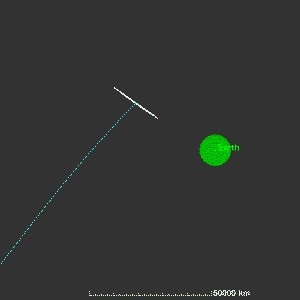
A barra branca indica a incerteza no intervalo de posições

99942 Apófis

Quando descoberto pela primeira vez, o objeto recebeu a designação provisional de 2004 MN4 (algumas vezes escrito 2004 MN4), e noticiários e artigos científicos sobre o mesmo usavam este nome. Quando sua órbita foi calculada suficientemente bem ele recebeu o número permanente 99942 (em 24 de junho de 2005). Receber um número permanente torna o objeto elegível a receber um nome, e ele recebeu o nome "Apófis" em 19 de julho de 2005. Apófis é o nome grego do inimigo de Rá: Apófis (Apep), o Descriador, uma serpente que se esconde nas escuridões eternas do Duat (meio da Terra) e tenta engolir Rá durante a sua passagem noturna.
Apesar do nome grego do deus egípcio ser apropriado, Dave Tholen e Tucker — dois dos co-descobridores do asteroide — são fãs da série de TV Stargate SG-1. O principal vilão das primeiras temporadas do show é um alienígena que tem o mesmo nome do deus egípcio.

## Passagens próximas
Depois do Minor Planet Center confirmar a descoberta em junho do Apófis, uma passagem próxima em 13 de abril de 2029 foi marcada pelo sistema automático da NASA, o Sentry e o NEODyS, um programa automático similar executado pela Universidade de Pisa e a Universidade de Valhadolide. Naquela data, ele terá um brilho de magnitude 3,3 (visível à vista desarmada em regiões rurais e regiões suburbanas com pouca iluminação, e visível de binóculos na maioria dos lugares). Esta passagem próxima será visível na Europa, África, e na porção oeste da Ásia. Como resultado desta passagem, o Apófis passará da classe Atenas para a classe Apollo.
Após o anúncio do possível impacto pelo Sentry e NEODyS, observações adicionais diminuíram a incerteza sobre a trajetória do Apófis. E, conforme diminuía a incerteza, a probabilidade de um impacto temporariamente cresceu, chegando ao pico de 2,7% (1 chance em 37). Combinado com seu tamanho, isto fez com que o asteroide fosse classificado no nível 4 da escala de Turim e 1,10 na escala de Palermo, escalas usadas pelos cientistas para representar o perigo de um asteroide atingir a Terra. Estes são os valores mais altos que qualquer objeto já recebeu nas duas escalas.
Na sexta-feira, 13 de abril de 2029, o Apófis irá passar pela Terra entre as órbitas de satélite de comunicação geosíncronos. Depois desta passagem ele irá retornar para outra passagem próxima à Terra em 2036.
Observações de "precovery" de 15 de março de 2004 foram identificadas em 27 de dezembro, e um cálculo mais preciso da órbita foi feito. Astrometria feita com radar ajudou a refinar a órbita. A passagem de 2029 será mais próxima que as primeiras predições, mas a incerteza baixou a ponto de permitir descartar a possibilidade de impacto. De forma semelhante, a passagem de 13 de abril de 2036 tem pouco risco de impacto.

### Refinamento de 2013
A aproximação de 2029 irá alterar substancialmente a órbita do objeto, tornando as predições muito incertas sem maiores dados. "Se conseguirmos obter dados de radar em 2013 [a próxima boa oportunidade], poderemos prever a localização de 2004 MN4 para até pelo menos 2070" disse Jon Giorgini do JPL O Apófis irá passar perto da Terra numa distância de 0,09666 AU (14,4 milhões de quilômetros) em 2013 permitindo aos astrônomos refinar a trajetória para futuras passagens que o asteroide passar próximo da Terra.
Em julho de 2005, o ex-astronauta da Apollo Rusty Schweickart, como chefe da Fundação B612, solicitou formalmente que a NASA investigasse a possibilidade de que a órbita do asteroide pós-2029 estivesse em ressonância orbital com a Terra, o que iria aumentar a probabilidade de impactos futuros. Schweickart solicitou uma investigação da necessidade de colocar um transponder no asteroide para um rastreamento mais preciso de como sua órbita é afetada pelo efeito de Yarkovsky.

### Histórico das estimativas de impacto

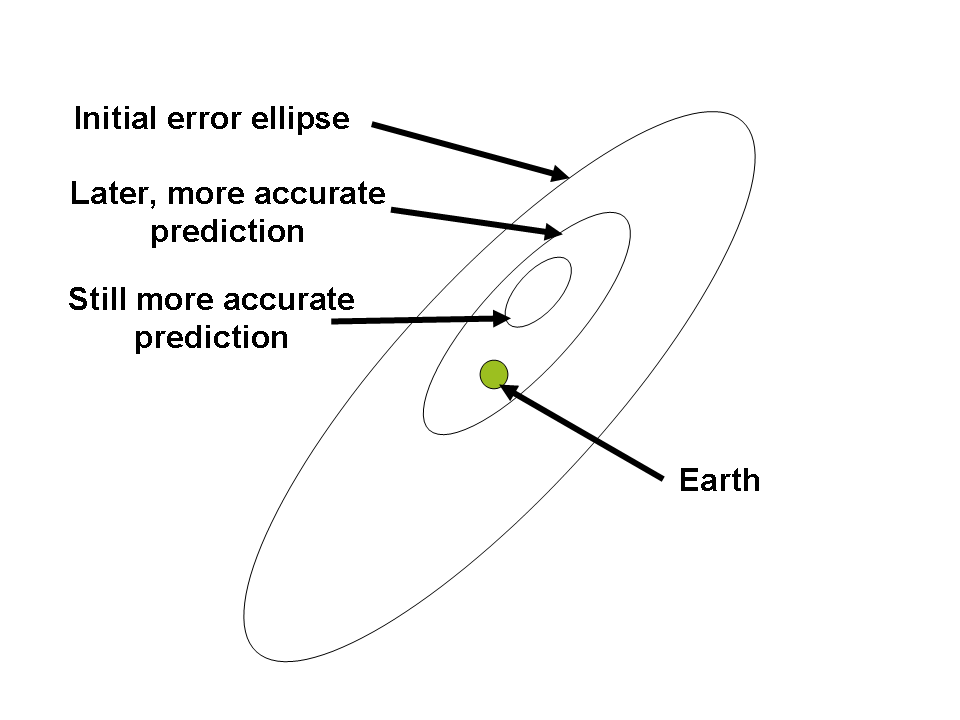
Ilustração de uma tendência comum onde regiões de incerteza progressivamente reduzidas resultam em uma probabilidade de impacto de asteroide aumentando e sendo seguidas por queda abrupta.

- Relatório original da NASA, em 23 de dezembro de 2004, menciona chances de impacto de "cerca de 1 em 300", que foi bastante repetida pela mídia.[2] As estimativas reais da NASA na época eram 1 em 233; elas resultaram na classificação 2 na escala de Turim, a primeira vez que qualquer asteroide recebeu uma classificação superior a 1.
- Mais tarde naquele dia, baseado em um total de 64 observações, as estimativas mudaram para 1 em 62 (1,6%), resultando em uma atualização do relatório inicial e uma mudança na classificação da escala de Turim para 4.
- Em 25 de dezembro, as chances foram relatadas pela primeira vez como 1 em 42 (2,4%) e mais tarde daquele dia (baseada em 101 observações) como 1 em 45 (2,2%). Ao mesmo tempo, o diâmetro estimado do asteroide baixou de 440m para 390m e sua massa de 1,2×1011 kg para 8,3×1010 kg.
- Em 26 de dezembro (baseado em um total de 169 observações), a probabilidade de impacto ainda estava em 1 em 45 (2,2%), as estimativas para diâmetro e massa baixaram para 380 m e 7,5×1010 kg, respectivamente.
- Em 27 de dezembro (baseado em um total de 176 observações), a probabilidade de impacto aumentou para 1 em 37 (2,7%); o diâmetro foi aumentado para 390 m e a massa para 7,9×1010 kg.
- Na tarde de 27 de dezembro, uma precovery aumentou o intervalo de observações para 287 dias e permitiu que cálculos mais precisos reclassificassem a aproximação do asteroide em 2029 como zero na escala de Turim (sem ameaça). A probabilidade cumulativa de impacto foi estimada para cerca de 0,004%, um risco menor que o asteroide 2004 VD17, que novamente tornou-se o objeto de maior risco. Uma aproximação em 2053 ainda apresenta algum risco menor de impacto, e o Apófis foi mantido ainda na classificação 1 da escala de Turim, para esta órbita.
- Em 28 de dezembro às 12:23 GMT e baseado em um total de 139 observações, produziu o valor 1 na escala de Turim para as aproximações de 2044-04-13.29 e 2053-04-13.51.
- À 01:10 GMT em 29 de dezembro a única passagem com classificação 1 na escala de Turim fera a de 2053-04-13.51 baseada em 139 observações em um intervalo de 287,71 dias (2004-Mar-15,1104 a 2004-Dez-27,8243)
- Às 19:18 GMT em 29 de dezembro a situação ainda era esta baseada em cerca de 147 observações em um intervalo de 288,92 dias (2004-Mar-15,1104 a 2004-Dez-29,02821), apesar das passagens próximas terem sido reduzidas para 4 no total.
- Às 13:46 GMT em 30 de dezembro nenhuma passagem tinha classificação acima de 0, baseado em 157 observações por um período de 289,33 dias  (2004-Mar-15,1104 a 2004-Dez-29,44434). A passagem mais perigosa recebeu uma probabilidade de 1 chance em 7.143.000.
- Às 22:34 GMT em 30 de dezembro, 157 observações em um intervalo de 289,33 dias (2004-Mar-15,1104 a 2004-Dez-29,44434). Uma passagem na classe 1 da escala de Turim, e apenas mais 3 outras passagens.
- Às 03:57 GMT de 2 de janeiro de 2005, 182 observações em um intervalo de 290,97 dias (2004-Mar-15,1104 a 2004-Dez-31,07992). Uma passagem na classe 1 (escala de Turim), e mais 19 outras passagens.
- Observações de radar extremamente precisas no radiotelescópio de Arecibo em 27, 28 e 30 de janeiro refinam ainda mais a órbita e mostram que a aproximação de abril de 2029 acontecerá a 5,6 raios terrestres, aproximadamente metade da distância estimada anteriormente.
- Uma observação de radar em 7 de agosto de 2005 refina a órbita mais ainda e elimina a possibilidade de impacto em 2035. Somente a passagem em 2036 permanece na classe 1 da escala de Turim.
- Uma nova observação no radiotelescópio de Arecibo em 6 de maio de 2006 diminuiu um pouco a classificação na escala Palermo, mas a passagem em 2036 permanece na classe 1 da escala de Turim, apesar da probabilidade de impacto cair por um fator de quatro.[11]
- Observações adicionais em 2006 resultaram no Apófis sendo rebaixado para a classe 0 da escala de Turim, em 6 de agosto de 2006. Nesta época, a probabilidade de impacto baixou para 1 em 45.000.
- Segundo o site da NASA (Near Earth Object Program) o Apófis se aproximará a 0,02 raio terrestre, na alta atmosfera, cerca de 120 km do solo (abaixo dos satélites) nos dias 12 de abril de 2068 e 15 de outubro de 2069, considerando a janela de impacto, a probabilidade de colisão é muito grande.[12]

### Possíveis efeitos do impacto

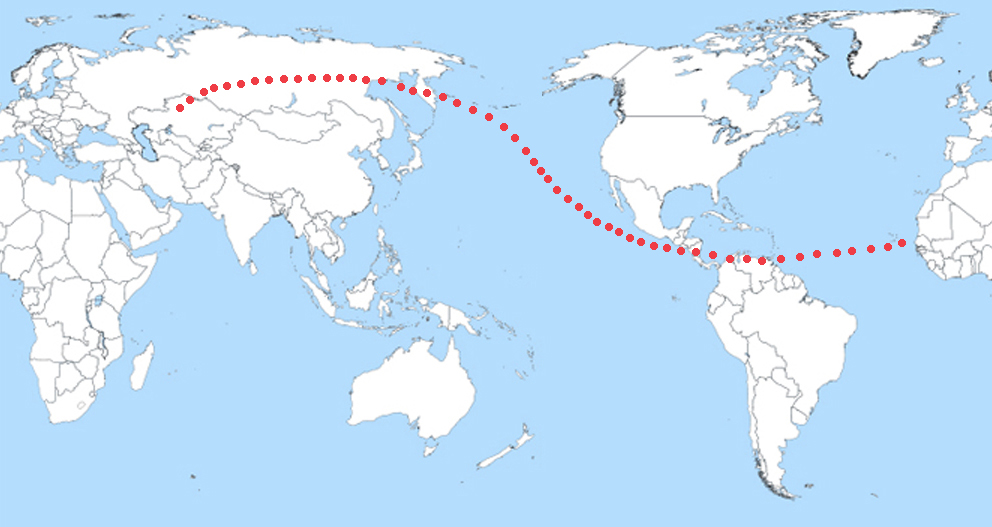
Mapa de risco onde o 99942 Apófis pode impactar na Terra em 2036.

A Nasa estimou inicialmente que a energia que o Apófis liberaria se atingisse a Terra como equivalente a 1.480 megatons de TNT. Uma estimativa da Nasa posterior, mais refinada, era de 880 megatons. O impacto que criou a Cratera de Barringer ou causou o evento de tunguska são estimados como estando no intervalo de 3–10 megatons. A erupção de 1883 do Krakatoa foi equivalente a quase 200 megatons.
Os efeitos exatos de qualquer impacto variam bastante dependendo da composição do asteroide, localização e ângulo do impacto. Qualquer impacto será extremamente danoso a uma área de milhares de quilômetros quadrados, mas seria bastante improvável que tivesse efeitos globais duradouros, como o início de um inverno de impacto.
A Fundação B612 fez estimativas do caminho do Apófis se um impacto com a Terra em 2036 acontecesse, como parte de um esforço para desenvolver estratégias de deflexão. O resultado é um corredor estreito com algumas milhas de largura, chamado de caminho de risco, que inclui a maior parte do sul da Rússia, através do Pacífico norte (relativamente próximo da costa da Califórnia e México), então bem entre a Nicarágua e Costa Rica, cruzando o norte da Colômbia e Venezuela, terminando no Atlântico, um pouco antes de atingir a Guiné-Bissau.
Usando a ferramenta de simulação NEOSim, foi estimado que um impacto hipotético do Apófis em países como a Colômbia e Venezuela, que estão no caminho de risco, levariam a mais de 10 milhões de fatalidades. Um impacto a vários milhares de milhas da costa oeste dos Estados Unidos produziria um tsunami devastador.

## Missões espaciais potenciais
Em 2008, a Planetary Society, um grupo de defesa da exploração espacial da Califórnia, organizou uma competição com um prêmio de US$50.000 para projetar uma sonda não tripulada que iria seguir o Apófis por quase um ano, fazendo medições que iriam "determinar se ele iria atingir a Terra, ajudando assim os governos a decidir se deveriam montar uma missão para alterar sua órbita". A sociedade recebeu 37 participações de 20 países em 6 continentes.
A competição comercial foi vencida pro um projeto chamado Foresight, criada pela SpaceWorks Enginnering. A SpaceWorks propõe um orbitador simples com somente dois instrumentos e uma boia de rádio a um custo de ~140 milhões de dólares, lançado a bordo de um Minotaur IV entre 2012 e 2014, para chegar no Apófis cinco a dez meses mais tarde. Ele então iria encontrar, observar e rastrear o asteroide.
A Foresignt iria orbitar o asteroide para obter dados com uma câmera multiespectral por um mês. Ela então deixaria a órbita e voaria em formação com o Apófis em torno do Sol a uma distância de dois quilômetros (1,2 milhas). A espaçonave usaria laser para medir a distância ao asteroide e rastreamento de rádio com a Terra por dez meses para determinar com precisão a órbita do asteroide e como ela poderia alterar-se.
Pharos, o vencedor na categoria estudante, seria um orbitador com quatro instrumentos científicos (uma câmera multiespectral, espectrômetro de infravermelho, medidor de distância laser, e magnetômetro) que iria encontrar e rastrear o Apófis. O rastreamento de terra da espaçonave permitiria então o rastreamento preciso do asteroide. A espaçonave Pharos carregaria também quatro sondas instrumentadas que seriam lançadas individualmente no curso de duas semanas. Acelerômetros e sensores de temperatura nas sondas mediriam os efeitos sísmicos dos sucessivos impactos de sondas, criando uma forma de explorar a estrutura interior e a dinâmica do asteroide.
O segundo lugar, premiado com US$10.000, foi a um time europeu liderado pela Deimos Space S.L. de Madrid, na Espanha, em cooperação com a EADS Astrium, Friedrichshafen, Alemanha; Universidade de Stuttgart, Alemanha, e Università di Pisa, na Itália. Juan L. Cano era o Investigador Chefe.
Outro time europeu ganhou US$5.000 pelo terceiro lugar. Seu time foi liderado pela EADS Astrium Ltd, do Reino Unido, em conjunto com a EADS Astrium SAS, França; IASF-Roma, INAF, Roma, Itália; Open University, Reino Unido; Rheinisches Institut für Umweltforschung, Alemanha; Royal Observatory of Belgium e Telespazio, Itália. O Investigador Chefe foi Paolo D'Arrigo.
Dois times empataram no segundo lugar na Categoria Estudante: Monash University, Campus Clayton, Austrália, com Dilani Kahawala como Investigador Principal; e University of Michigan, com Jeremy Hollander como Investigador Principal. Cada um recebeu US$2.000. Um time da Hong Kong Polytechnic University e Hong Kong University of Science and Technology, sob a liderança de Peter Weiss, recebeu uma menção honrosa e US$1.000 pela proposta estudantil mais inovadora.
Além do projeto não-tripulado da Planetary Society, o Projeto Constellation da NASA está pesquisando uma missão tripulada, a Orion Asteroid Mission, com o 99942 Apófis como um dos destinos potenciais da missão. A missão usará a espaçonave Orion para pousar astronautas na superfície do asteroide. Uma missão deste tipo irá fornecer testes valiosos para uma missão posterior para Marte, a Orion Mars Mission.
O "Scenarios for Dealing with Apophis", um artigo apresentado por Donald B. Gennery na 2007 Planetary Defense Conference em Washington, DC, apresentou várias propostas para defletir o Apófis, incluindo um trator gravitacional, impacto cinético, e bomba nuclear. Na China, cientistas chefiados pelo físico Sheng-Ping Gong propuseram colocar em órbita uma pequena nave que funcionaria de modo semelhante a um veleiro, utilizaria a radiação solar em vez do vento, e que circularia em sentido contrário ao asteroide.